# Alteratrachyleberis ferganensis
Alteratrachyleberis ferganensis is een mosselkreeftjessoort uit de familie van de Trachyleberididae. De wetenschappelijke naam van de soort is voor het eerst geldig gepubliceerd in 1959 door Mandelstam.